# Jaume Calafat Pons "es Quintet"
Jaume Calafat Pons "es Quintet" o "en Calafat de Son Servera" (Valldemossa, 1901- Son Servera, 1983). Glosador.

## Biografia
Va néixer a Valldemossa el 3 de novembre de 1901. Era fill del marger Pere Antoni Calafat i de Francina Pons, tots dos de Valldemossa. De família pobre no va poder anar a escola. Va exercir la professió de mestre marger. Es va casa amb Antònia Adrover Bennàssar, de Felanitx, i varen tenir tres fills Pedro, Miquel i Francisca. Havia anat a Felanitx per fer els marges de la carretera que du a l'ermita de San Salvador. L'any 1933 es traslladà a Manacor per construir les parets del camí i l'entrada a la Cova del Drac. L'any 1936 passà a residir a Son Servera. De molt jove ja va destacar com a glosador. Va anar a glosar per tota l'illa de Mallorca, amb tren o amb moto. Va morir a Son Servera 
el 28 d'agost de 1982.

## En Calafat, glosador
Com a glosador tant va participar a innumerables combats, com va escriure gloses pensades i en va publicar, però l'activitat que li va donar més anomenada varen ser els combats en els que va participar. Va publicar gloses a la premsa diària i a la revista "Perlas y Cuevas" de Manacor. També va publicar dues plaguetes de gloses:"Els Reis" i "Belleses de Felanitx". Els glosadors que més va conèixer i admirar foren Pere Capellà de Montuïri, Sebastià Vidal "Sostre" de Cas Concos, Joan Sansó "Janeca" d'Artà, Llorenç Ferragut de Sencelles, Bartomeu Crespí i Antoni Socies "Tauler" de sa Pobla i Joan Planisi de Santa Margalida, amb qui va mantenir una forta rivalitat. Per un moment va semblar que en Planisi i en Calafat eren els dos darrers glosadors de combat de Mallorca, després però n'aparegueren molts d'altres.

## En Calafat i en Costa i Llobera
Quan en Calafat feia marges a Felanitx, en el camí de Sant Salvador, un dia hi va passar Miquel Costa i Llobera, acompanyat del rector i d'uns quants d'ermitans. En Costa digué:
| «                        | Te diuen en Calafat, homo noble i cristià, i ara em 'caben de contar i estic del tot enterat que quan acabes a un cap des treball que has començat s'altre està per a tombar. | » |
| — Miquel Costa i Llobera | |   |

"Es Quintet" respongué:
| «                            | Sa paret està ben forta, si no ho creu, ho pot mirar; sa paret agontarà tot es temps que reinarà aquesta illa de Mallorca. I si cau, no li importa vostè no m'ha de pagar. | » |
| — Jaume Calafat "es Quintet" | |   |